# Minardi PS01
Minardi PS01 – samochód Formuły 1 zaprojektowany przez Gustava Brunnera dla zespołu Minardi na sezon 2001. Od Grand Prix Węgier używano zmodyfikowanego modelu – PS01B. Jego kierowcami byli Tarso Marques (kierowca Minardi w sezonach 1996–1997), którego od Grand Prix Włoch zastąpił debiutant Alex Yoong oraz również debiutant Fernando Alonso, mistrz Euro Open MoviStar by Nissan z roku 1999 i kierowca testowy Minardi w sezonie 2000. Zespół korzystał z silników Ford pod szyldem firmy lotniczej European. Tak jak w poprzednim sezonie zespół nie zdobył punktu i zajął ostatnie, jedenaste miejsce w klasyfikacji konstruktorów. Po sezonie zespół zerwał kontrakt z firmą Ford i zaczęto korzystać z silników Asiatech.

## Tło
Zespół Minardi został założony w 1979 roku przez Giancarlo Minardiego. Od sezonu 1980 zespół jeździł w Mistrzostwach Europy Formuły 2. W pierwszym sezonie kierowcami zespołu byli Miguel-Angel Guerra, Bruno Corradi, Beppe Gabbiani i Johnny Cecotto. Zespół w debiucie nie odniósł sukcesu. Rok później zespół reprezentowali Michele Alboreto i Johnny Cecotto. Włoch zdobył pole postion w Pau i wygrał wyścig na torze w Misano. Po udanym sezonie Alboreto został kierowcą w Formule 1, natomiast zespół zakontraktował na sezon 1982 Alessandro Nanniniego. W klasyfikacji kierowca zajął dziesiąte miejsce z liczbą óśmiu punktów. W następnym sezonie kierowcami Minardi byli Nannini i Pierluigi Martini. Alessandro Nannini zdobył drugie miejsce podczas rundy Eifelrennen na torze Nürburgring, a Pierluigi Martini podczas rundy GP del Adriatico. W klasyfikacji kierowcy zajęli odpowiednio siódme i dziesiąte miejsce. W ostatnim sezonie zespół reprezentowali Nannini i Roberto Del Castello. Nannini zajął trzecie miejsce w wyścigu GP di Mediterraneo. W klasyfikacji kierowcy uplasowali się odpowiednio na dziesiątej i piętnastej pozycji.
W 1983 roku zbudowano M283, który był pierwszym samochodem Minardi zbudowanym z kompozytów. Nadwozie zostało wówczas stworzone z myślą o Formule 1 w 1984 roku, lecz program został zawieszony, gdyż zespołowi nie udało się znaleźć silnika z turbodoładowaniem. Podczas sezonu odbyły się testy tego nadwozia z silnikiem Alfy Romeo, lecz ostatecznie włoska firma odmówiła współpracy z zespołem.
W sezonach 1985–2000 Minardi wzięło udział w 254 wyścigach zdobywając 22 punkty.
Od samego początku szefem zespołu był Giancarlo Minardi. W 1996 roku sprzedał 70% udziałów konsorcjum prowadzonego przez Flavio Briatore, w którego skład wchodzili Gabriele Rumi i Alessandro Nannini. Rok później Briatore starał sprzedać swoje udziały koncernowi British American Tobacco, lecz Minardi i Rumi zablokowali sprzedaż. Ostatecznie jego udziały wykupił Rumi. Włoch próbował dwukrotnie sprzedać zespół lecz bezskutecznie. W końcu 30 stycznia 2001 Paul Stoddart, szef linii lotniczych European Aviation Air Charter kupił zespół wybawiając ich z opresji.

## Specyfikacja techniczna
W modelu PS01 użyto dziesięciocylindrowego silnika Ford Zetec-R ukrytego pod nazwą European o pojemności 2998 cm³. Jednostka ta była wcześniej użyta w sezonach 1996–2000 przez zespoły Sauber, Stewart i Tyrrell. Minardi używało tych jednostek od sezonu 1999. W sezonie 2000 zespół używał ich pod nazwą Fondmetal. W trakcie sezonu 2001 silnik psuł się dwukrotnie. Jednostka ta była lżejsza od silnika ośmiocylindrowego ED z 1995 o 12 kg i ważyła 120 kg rozwijając moc maksymalną od 670 do 690 KM. Prędkość obrotowa silnika wynosiła od 15800 do 16500 rpm poczynając progres - prędkość obrotowa w silniku V8 ED wynosiła od 13800 do 14000 rpm.
Konstrukcja nadwozia została wyprodukowana przez Minardi z kompozytu włókna węglowego i aluminium o strukturze plastra miodu. Samochód ten był większy od modelu M02 – jego rozstaw osi wynosił 4509 mmpodczas gdy poprzedniego modelu - 4420 mm. Razem z kierowcą i kamerą samochód ważył 600 kg.
Na zawieszenie składały się górne i dolne tytanowe ramiona, popychacze aktywujące skręcane sprężyny i wahacze z przodu i z tyłu, mechaniczne stabilizatory poprzeczne. Amortyzatory były wykonane przez Sachs zgodnie ze specyfikacją samochodu.
Sześciobiegowa, półautomatyczna skrzynia biegów była zamontowana podłużnie. Obudowa została wykonana z tytanu. Elektroniczna skrzynka kontrolna (ECU) została zbudowana przez Magneti Marelli, a oprogramowanie przez Minardi.
Systemem chłodzenia były chłodnice wodne i olejowe zaprojektowane przez zespół. Układ paliwowy posiadał gumowy zbiornik ATL, który został wzmocniony kevlarem.

## Kierowcy

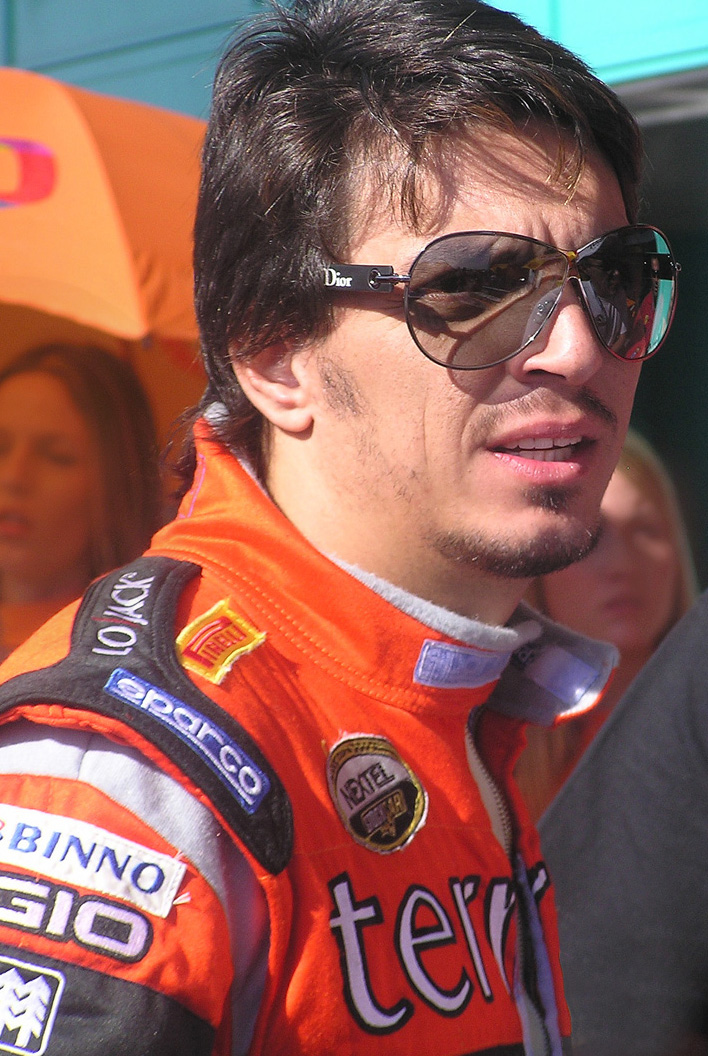
Tarso Marques

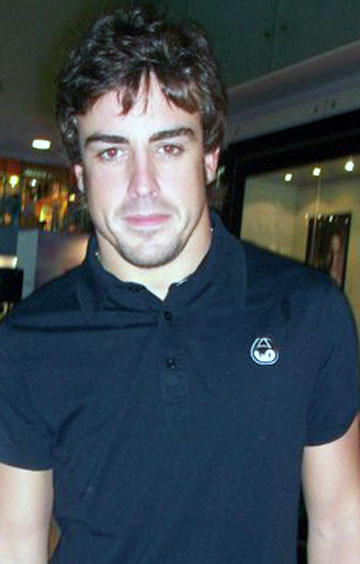
Fernando Alonso

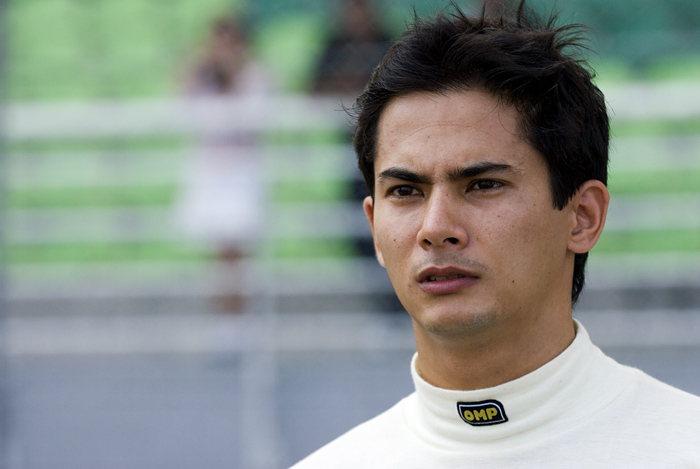
Alex Yoong

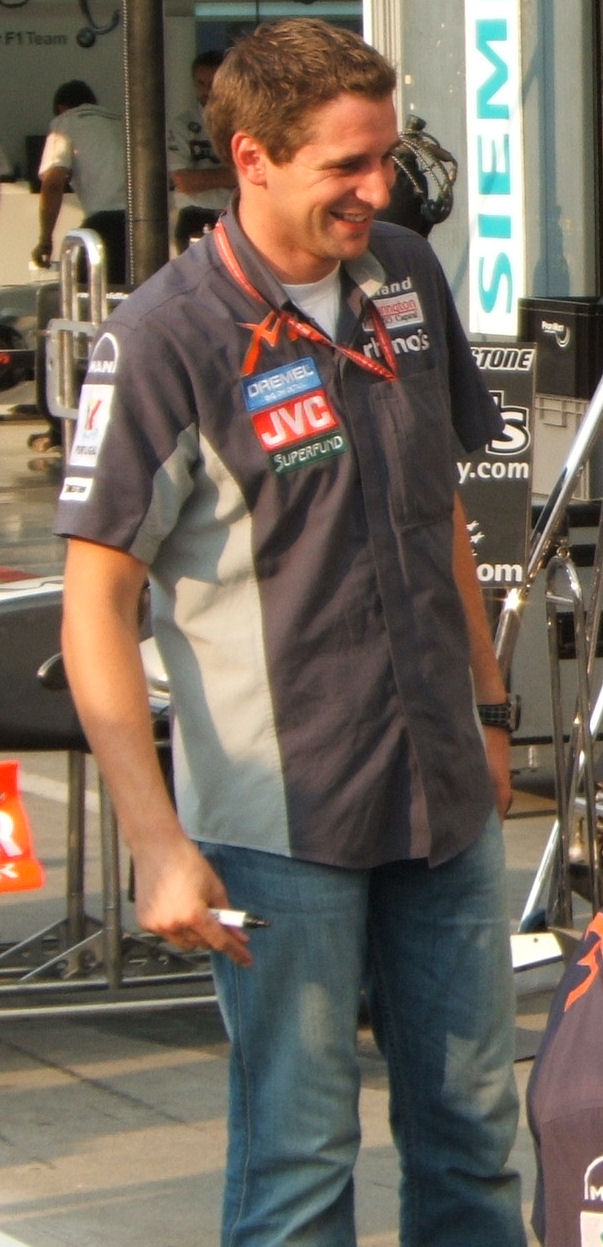
Christijan Albers

Kierowcy Minardi w sezonie 2000, Marc Gené i Gastón Mazzacane odeszli z zespołu. Hiszpan został kierowcą testowym zespołu Williams, a Argentyńczyk został partnerem Jeana Alesiego w zespole Prost Grand Prix. Paul Stoddart zatrudnił wobec tego dwóch nowych kierowców, Tarso Marquesa i Fernando Alonso.
Tarso Marques swoją karierę kierowcy wyścigowego rozpoczął w 1993 roku startując w Południowoamerykańskiej Formule 3. W latach 1994–1995 startował w Formule 3000 zajmując w drugim sezonie startów w tej serii piątą pozycję. W Formule 1 zadebiutował w sezonie 1996 podczas domowej rundy, Grand Prix Brazylii zastępując Giancarlo Fisichellę. Brazylijczyk nie ukończył wyścigu za sprawą poślizgu. Marques również zastępował Włocha podczas Grand Prix Argentyny, lecz tam na 33. okrążeniu zderzył się z Martinem Brundle. W tym samym roku był kierowcą testowym japońskiej firmy Bridgestone, która w sezonie 1997 weszła do Formuły 1. W sezonie 1997 początkowo nie znalazł miejsca w jakimkolwiek zespole królowej motorsportu, dopiero kiedy Jarno Trulli przeniósł się do zespołu Prost Grand Prix w miejsce kontuzjowanego Olivera Panisa Marques został partnerem Ukyō Katayamy. Ponownie kierowca nie zdobył punktów, a jego najlepszą pozycją była dziesiąta podczas Grand Prix Wielkiej Brytanii. Po roku przerwy Brazylijczyk zdecydował się na starty w serii CART. W pierwszym sezonie Marques reprezentował zespół Penske. Sezon zakończył na 28. pozycji z 4 punktami zdobytymi podczas rundy Rio 200 na torze Autódromo Internacional Nelson Piquet. Sezon 2000 spędził w zespole Dale Coyne Racing. Sezon ten był niewiele lepszy niż poprzedni. Z jedenastoma punktami na koncie Brazylijczyk zajął 25. miejsce. 21 lutego 2001 Minardi wraz z zaprezentowaniem bolidu PS01 ogłosiło podpisanie kontraktu z Marquesem.
Fernando Alonso w bolidach jednomiejscowych zadebiutował w 1998 roku, kiedy to został zaproszony na testy do zespołu Campos w serii World Series by Nissan. Hiszpan miał lepsze czasy od swojego rodaka i pierwszego mistrza tej serii, Marca Gené i wobec tego został kierowcą zespołu Adriána Camposa w sezonie 1999. Alonso wygrał sześć wyścigów, dziewięć razy startował z pole position i z liczbą 164 punktów został mistrzem. W nagrodę 13 grudnia tego samego roku Hiszpan przetestował bolid M01 na torze Jerez. Fernando Alonso zaskoczył zespół, ponieważ czas 1:43.474 był lepszy od wyników dwóch kierowców testowych Minardi. W sezonie 2000 jeździł w Formule 3000 w zespole Team Astromega stając się najmłodszym kierowcą w tej serii. Hiszpan na początku nie jeździł najlepiej, jednak dobra postawa w dwóch ostatnich rundach, w których zdobył zwycięstwo i drugie miejsce sprawiły, że kierowca zajął czwarte miejsce w klasyfikacji mistrzostw przegrywając z Bruno Junqueirą, Nicolasem Minassianem i Markiem Webberem. 7 lutego ogłoszono, że Fernando Alonso będzie kierowcą Minardi.
Alex Yoong rozpoczął swoją karierę w latach dziewięćdziesiątych startując w azjatyckich seriach wyścigowych. W 1996 postanowił przenieść się do Wielkiej Brytanii. Dwa pierwsze sezony Malezyjczyk spędził w Formule Renault jednak bez sukcesów. Niezrażony tym powodzeniem postanowił spróbować swoich sił w Brytyjskiej Formule 3. W 1999, gdy jeździł trzeci sezon w Brytyjskiej F3 postanowił wyjechać do Włoch startując w narodowej edycji Formuły 3000. W czerwcu tego samego roku zastąpił od szóstej rundy Thomasa Biagiego w zespole Monaco Motorsport w międzynarodowej wersji tej serii. W pierwszych trzech wyścigach nie kwalifikował się do wyścigu, dopiero podczas rundy na torze Spa Yoongowi udało się zakwalifikować. Wyścig ten zakończył się na piątym okrążeniu przez wypadek na zakręcie Eau Rouge. Malezyjczyk wskutek niepowodzeń w Europie postanowił wrócić do Azji i wystartował w sezonie 2000 w Formule Nippon, gdzie także nie odnosił sukcesów. Pierwszy kontakt Yoonga z Formułą 1 miało miejsce 5 lipca 2001 na torze Mugello testując bolid Minardi. Zespół wówczas potrzebował dużego zastrzyku gotówki i właśnie sponsor Malezyjczyka, koncern gier sportowych wspierany przez malezyjski rząd, Magnum był jej dostawcą. 27 sierpnia ogłoszono, że począwszy od Grand Prix Włoch Alex Yoong zostanie partnerem Fernando Alonso zastępując Tarso Marquesa.
Na kierowcę testowego i zarazem rezerwowego wyznaczono Christijana Albersa. Holender rozpoczął swoją karierę w 1997 w serii Formuła Ford 1800 Benelux zdobywając tytuł mistrzowski. W sezonach 1998−1999 startował w Niemieckiej Formule 3 zdobywając tytuł w drugim sezonie startów. W 2000 roku wziął udział w Formule 3000 jednak nie odniósł tam sukcesów.

## Prezentacja i shakedown
Prezentacja modelu PS01 odbyła się 21 lutego na torze Vairano, gdzie odbył się także shakedown samochodu, który prowadzili Fernando Alonso i Tarso Marques.

## PS01 i PS01B w wyścigach
Pierwszą rundą w sezonie 2001 było Grand Prix Australii na torze Albert Park. Pole position zdobył Michael Schumacher z czasem 1:26.892. Fernando Alonso z czasem 1:30.657 był dwudziesty, a Tarso Marques z czasem 1:33.228 początkowo złamał regułę 107%. Sędziowie jednak dopuścili Brazylijczyka do wyścigu i Marques ruszał z 22. pola. Wyścig wygrał Schumacher przed Davidem Coulthardem i Rubensem Barrichellem. Alonso z dwoma okrążeniami straty zajął dwunastą pozycję natomiast Marques nie ukończył wyścigu, gdyż odmówił posłuszeństwa akumulator.
18 marca odbyła się druga runda, Grand Prix Malezji. Przed wyścigiem ogłoszono, że zespół podpisał umowę sponsorską z firmą Gericom. Kwalifikacje wygrał ponownie Michael Schumacher z czasem 1:35.220. Kierowcy Minardi, Tarso Marques i Fernando Alonso z czasami odpowiednio 1:39.714 i 1:40.249 byli na dwóch ostatnich pozycjach, jednak sędziowie przesunęli kierowcę Arrowsa, Enrique Bernoldiego na ostatnie pole startowe ze względu na nieprzepisowe przednie skrzydło i wobec tego Brazylijczyk i Hiszpan ruszali odpowiednio z 20. i 21. pozycji. Wyścig zdominowali kierowcy Ferrari, wygrał drugi raz z rzędu Schumacher przed Barrichellem i Coulthardem. Alonso z trzema okrążeniami straty był trzynasty, a Marques z czterema okrążeniami był czternasty.
Dwa dni przed trzecim wyścigiem w kalendarzu do zespołu dołączył Loïc Bigois, który w poprzednim sezonie pracował dla zespołu Prost. Minardi przez zatrudnienie Francuza miało nadzieję na poprawę osiągów w modelu PS01.
1 kwietnia odbyła się trzecia runda sezonu, Grand Prix Brazylii na torze Autódromo José Carlos Pace. Trzeci raz z rzędu kwalifikacje należały do Michaela Schumachera, który wykręcił najlepszy czas 1:13.780. Fernando Alonso był dziewiętnasty ze stratą 2,404s. do Niemca, a Tarso Marques był dwudziesty drugi ze stratą 3,004s. Wyścig wygrał David Coulthard z McLarena przed Michaelem Schumacherem i Nickiem Heidfeldem z Saubera. Tarso Marques zakończył wyścig na dziewiątej pozycji ze stratą trzech okrążeń do Brytyjczyka, natomiast Fernando Alonso zakończył wyścig na 25. okrążeniu z powodu awarii elektryki. Dzień po wyścigu szef Minardi, Paul Stoddart zaczął rozglądać się za nowymi silnikami.
Czwarty wyścig, Grand Prix San Marino odbył się dwa tygodnie później. Kwalifikacje zdominowali kierowcy McLarena. Wygrał David Coulthard z czasem 1:23.054 przed Miką Häkkinenem, który miał 0,228s. straty do kolegi zespołowego i Ralfem Schumacherem, który miał stratę do zwycięzcy kwalifikacji 0,303s. Alonso z czasem 1:26.855 był osiemnasty, a Marques z wynikiem 1:28.281 był dwudziesty drugi. Obaj kierowcy nie ukończyli wyścigu – Alonso miał wypadek na piątym okrążeniu, a Marques na 50. okrążeniu miał awarię silnika. Wyścig wygrał Ralf Schumacher w Williamsie przed Davidem Coulthardem i Rubensem Barrichellem.
29 kwietnia odbyła się piąta runda, Grand Prix Hiszpanii na torze Circuit de Catalunya. Pole position zdobył Michael Schumacher z czasem 1:18.201 przed Miką Häkkinenem i Davidem Coulthardem. Fernando Alonso zajął osiemnaste miejsce ze stratą 2,836 s. do Niemca, natomiast Tarso Marques ze stratą 4,321 s. był na dwudziestym drugim miejscu. Wyścig wygrał Schumacher przed Juanem Pablem Montoyą i Jakiem Villeneuve’em. Kierowcy Minardi ukończyli wyścig - Alonso był trzynasty z dwoma okrążeniami straty natomiast Marques był szesnasty z trzema okrążeniami straty.
Po Grand Prix Hiszpanii pojawiły się pogłoski, że Gastón Mazzacane po zwolnieniu z zespołu Prost ma wrócić do zespołu Minardi by zastąpić Tarso Marquesa. Szef zespołu wykluczył zastąpienie Brazylijczyka Mazzacanem.
7 maja, na sześć dni przed Grand Prix Austrii poinformowano, że Gustav Brunner, dyrektor techniczny Minardi dołączył do Toyoty, która testowała bolid TF101 przed wejściem do Formuły 1 w sezonie 2002. Paul Stoddart starał się zablokować przejście Austriaka do zespołu, ponieważ Brunner miał kontrakt z Minardi do 1 stycznia 2003. Zespół poinformował, że dopóki sprawa nie zostanie rozstrzygnięta dyrektorem technicznym zostanie Gabriele Tredozi.
Sześć dni później odbyła się szósta runda na torze A1-Ring. Kwalifikacje wygrał Michael Schumacher z czasem 1:09.562 przed Juanem Pablem Montoyą i Ralfem Schumacherem. Fernando Alonso z czasem 1:12.640 był osiemnasty, a Tarso Marques z czasem 1:13.585 był dwudziesty drugi. Wyścig wygrał David Coulthard przed Michaelem Schumacherem i Rubensem Barrichellem. Alonso i Marques nie ukończyli wyścigu za sprawą awarii skrzyni biegów. W dniu wyścigu Stoddart poinformował, że pozwie Brunnera do sądu za niewywiązanie się z umowy.
Po wyścigu Minardi zaczęło starać się o odszkodowanie ze strony Toyota Motorsport za zerwanie umowy. Rzecznik Toyoty Andrea Ficarelli poinformował, że wprawdzie otrzymał list od włoskiego zespołu w sprawie odszkodowania ale stwierdził, że nie ma żadnych podstaw by wypłacić odszkodowanie informując jednocześnie, że firma zwróciła się do swoich prawników by wyjaśnić sytuację prawną Brunnera i Minardi.
27 maja odbył się siódmy wyścig sezonu 2001, Grand Prix Monako. Pięć dni przed wyścigiem w wieku 61 lat zmarł na raka współwłaściciel Minardi w latach 1996–2000 Gabriele Rumi. Pole position zdobył David Coulthard wykręcając czas 1:17.430. Fernando Alonso z czasem 1:20.788 był osiemnasty, a Tarso Marques z czasem 1:22.201 był dwudziesty drugi. Wyścig zakończył się podwójnym zwycięstwem Ferrari, pierwszy był Schumacher, drugi Rubens Barrichello, a trzeci Eddie Irvine w Jaguarze. Ponownie kierowcy Minardi nie ukończyli wyścigu za sprawą awarii skrzyni biegów.
Cztery dni później pojawiły się kolejne pogłoski w sprawie zastąpienia Marquesa. Tym razem Brazylijczyka miał zastąpić począwszy od Grand Prix Francji, Gianni Morbidelli. 7 czerwca, tydzień po tej informacji kierowca zaprzeczył doniesieniom jakby miał zastąpić Brazylijczyka.
Trzy dni później odbyła się ósma runda, Grand Prix Kanady na torze Circuit Gilles Villeneuve. Kwalifikacje wygrał Michael Schumacher przed swoim bratem, Ralfem i Davidem Coulthardem. Fernando Alonso początkowo był na 21. pozycji lecz sędziowie unieważnili mu czas kwalifikacyjny za nieprawidłowości z przednim skrzydłem i na to miejsce awansował drugi z kierowców Minardi, Tarso Marques. Wyścig wygrał Ralf Schumacher przed Michaelem Schumacherem i Miką Häkkinenem. Tarso Marques z trzema okrążeniami straty był dziewiąty, a Fernando Alonso na siódmym okrążeniu odmówiło posłuszeństwa układ przeniesienia napędu.
13 czerwca Minardi zakomunikowało, że na torze Donington Park zadebiutują cztery bolidy dwuosobowe. Debiut nastąpił dzień później, a specjalnymi gośćmi w tym wydarzeniu byli Tarso Marques, Andrea Piccini, David Saelens i Paul Stoddart. W tym samym czasie miały miejsce rozmowy pomiędzy kierownikiem zespołu, Rupertem Manwaringem a malezyjskim ministrem sportu i młodzieży, Dato Hishammuddinem. Rezultatem tych rozmów było podpisanie kontraktu z Alexem Yoongiem.
24 czerwca odbył się wyścig o Grand Prix Europy na torze Nürburgring. Pole position zdobył ku uciesze niemieckich kibiców, Michael Schumacher. Drugi był Ralf Schumacher, a trzeci Juan Pablo Montoya. Alonso i Marques z czasami odpowiednio 1:18.630 i 1:18.689 zajęli dwa ostatnie miejsca. Wyścig wygrał Michael Schumacher przed Juanem Pablem Montoyą i Davidem Coulthardem. Fernando Alonso z dwoma okrążeniami straty był czternasty natomiast Tarso Marquesowi na siódmym okrążeniu zawiodła elektronika.
Trzy dni później Giancarlo Minardi został przedmiotem dochodzenia prowadzonego przez włoskie władze fiskalne. Chodziło o działalność finansową prowadzoną przez założyciela zespołu w latach 1993–1996.
1 lipca odbyła się dziesiąta runda, Grand Prix Francji. Kwalifikacje wygrał Ralf Schumacher o 0,010s. przed Michaelem Schumacherem i Davidem Coulthardem. Fernando Alonso i Tarso Marques z czasami 1:16.039 i 1:16.500 ponownie zajęli w kwalifikacjach dwa ostatnie miejsca. Wyścig należał do Michaela Schumachera, który pokonał swojego brata, Ralfa i Rubensa Barrichella. Marques zajął piętnaste miejsce z trzema okrążeniami straty, a Alonso miał na 65. okrążeniu awarię silnika, mimo tego został sklasyfikowany na siedemnastym miejscu ponieważ przejechał 90% wyścigu.
Dwa tygodnie później odbył się jedenasty wyścig, Grand Prix Wielkiej Brytanii. Pole position zdobył Michael Schumacher przed Miką Häkkinenem i Davidem Coulthardem. Tylko Fernando Alonso reprezentował zespół Minardi w wyścigu, ponieważ Tarso Marques z czasem 1:26.506 nie zakwalifikował się do wyścigu. Hiszpan z czasem 1:24.792 zajął 21. miejsce. Zespół apelował do sędziów o dopuszczenie Brazylijczyka do wyścigu, lecz oni odrzucili ten apel. Wyścig wygrał Häkkinen przed Schumacherem i Barrichellem. Alonso z trzema okrążeniami straty zajął szesnaste miejsce.
Cztery dni później odbyły się testy na torze Mugello, w których wziął udział Alex Yoong. Malezyjczyk przyznał, że czuł się zachwycony jazdą w modelu PS01.
Dwa tygodnie po eliminacji na torze Silverstone odbył się wyścig o Grand Prix Niemiec. Kwalifikacje zdominowali kierowcy Williamsa, pierwszy był Juan Pablo Montoya, drugi Ralf Schumacher, a trzeci Mika Häkkinen. Alonso i Marques z czasami 1:41.913 i 1:42.716 zajęli dwa ostatnie miejsca w kwalifikacjach. Ku uciesze kibiców wyścig wygrał Ralf Schumacher przed Rubensem Barrichellem i Jakiem Villeneuve’em. Fernando Alonso z okrążeniem straty był dziesiąty, natomiast Marquesowi na 27. okrążeniu odmówiła posłuszeństwa skrzynia biegów.
W trakcie przerwy pomiędzy Grand Prix Niemiec a Grand Prix Węgier na torze Fiorano testowano zmodyfikowany samochód, a kierowcą, który testował ten model, był Andrea Piccini.
Zmodyfikowany model oznaczony PS01B zadebiutował podczas trzynastej rundy, Grand Prix Węgier. Kwalifikacje wygrał Michael Schumacher przed Davidem Coulthardem i Rubensem Barrichellem. Alonso z czasem 1:17.624 był na 18. pozycji natomiast Marques z czasem 1:19.139 był dwudziesty drugi. Wyścig wygrał Schumacher przed Barrichellem i Coulthardem. Kierowcy Minardi nie ukończyli wyścigu – Alonso miał awarię układu hamulcowego na 37. okrążeniu natomiast Marques z powodu ciśnienia oleju musiał wycofać się na 63. okrążeniu.
Dwa dni po Grand Prix Węgier miała miejsce jazda bolidem dwuosobowym prowadzona przez mistrza świata z sezonu 1992, Nigela Mansella na torze Donington Park zakończona wypadkiem Brytyjczyka. 27 sierpnia ogłoszono, że Alex Yoong zastąpi Tarso Marquesa w trzech ostatnich wyścigach sezonu. Malezyjczyk wniósł również do zespołu sponsora w postaci koncernu gier sportowych, Magnum. Poinformowano również, że dotychczasowy kierowca Minardi, Tarso Marques będzie kierowcą testowym i rezerwowym zespołu.
Dzień przed kwalifikacjami do rundy na torze Circuit de Spa-Francorchamps Minardi poinformowało, że od sezonu 2002 samochody będą napędzane silnikami Asiatech.
2 września odbył się wyścig o Grand Prix Belgii. Kwalifikacje, które odbyły się w deszczowych warunkach wygrał Juan Pablo Montoya przed Ralfem i Michaelem Schumacherem. Mimo że Alonso i Marques mieli czasy poniżej 107% to kierowców dopuszczono do wyścigu. Wyścig wygrał Michael Schumacher przed Davidem Coulthardem i Giancarlo Fisichellą z Benettonu. Tarso Marques zajął trzynaste miejsce z czterema okrążeniami straty do Niemca natomiast Alonso odpadł z rywalizacji na pierwszym okrążeniu z powodu awarii skrzyni biegów i pomimo restartu wskutek kolizji Eddiego Irvine'a z Luciano Burtim Hiszpan nie wystartował ponownie.
Kolejna runda, Grand Prix Włoch odbyła się pięć dni po zamachach terrorystycznym w Nowym Jorku. Kwalifikacje wygrał Juan Pablo Montoya przed Rubensem Barrichellem i Michaelem Schumacherem. Fernando Alonso z czasem 1:26.218 był dwudziesty pierwszy, a Alex Yoong w debiucie był dwudziesty drugi z czasem 1:27.463. Wyścig wygrał Montoya przed Rubensem Barrichellem i Ralfem Schumacherem. Alonso z dwoma okrążeniami straty zajął 13. miejsce, a Yoong na 44. okrążeniu wpadł w poślizg.
W dniu kwalifikacji do wyścigu o Grand Prix Stanów Zjednoczonych zespół podpisał kontrakt z dr Johnem Daviesem, który był szefem badań i rozwoju w zespole Arrows, a w zespole Minardi został zastępcą dyrektora technicznego.
30 września odbyła się przedostatnia runda na torze Indianapolis. Pole position zdobył Michael Schumacher przed Ralfem Schumacherem i Juanem Pablem Montoyą. Fernando Alonso z czasem 1:13.991 był siedemnasty natomiast Alex Yoong był ponownie 22. z czasem 1:15.247. Wyścig wygrał Mika Häkkinen przed Michaelem Schumacherem i Davidem Coulthardem. Kierowcy Minardi nie ukończyli tego wyścigu – Alonso wycofał się na 36. okrążeniu z powodu półosi napędowej, a Yoong dwa okrążenia później z powodu awarii skrzyni biegów.
5 października Minardi zaczęło współpracę z kalifornijską firmą, 3D Systems, która zajmuje się bardzo szybkim wytwarzaniem modeli bolidów do testów w tunelach aerodynamicznych oraz produkcją niektórych podzespołów bolidów.
Dwa tygodnie później odbył się ostatni wyścig sezonu 2001, Grand Prix Japonii na torze Suzuka. Pole position z czasem 1:32.484 zdobył Michael Schumacher przed Juanem Pablem Montoyą i Ralfem Schumacherem. Fernando Alonso z czasem 1:36.410 zajął osiemnaste miejsce, a Alex Yoong z wynikiem 1:38.246 był dwudziesty drugi. Wyścig finałowy wygrał Michael Schumacher zostając po raz czwarty mistrzem świata przed Juanem Pablem Montoyą i Davidem Coulthardem, który został wicemistrzem. Fernando Alonso ze stratą jednego okrążenia zajął jedenaste miejsce, a Alex Yoong ze stratą trzech okrążeń był szesnasty.
Sezon 2001 Minardi zakończyło na ostatnim, jedenastym miejscu bez dorobku punktowego. Po sezonie Fernando Alonso przeniósł się do zespołu Benetton, który później został przemianowany na Renault, zostając tam kierowcą testowym. Alex Yoong pozostał w zespole na kolejny sezon mając za partnera zespołowego Marka Webbera. Tarso Marques nadal był kierowcą testowym włoskiego zespołu.

## Wyniki
| Legenda oznaczeń w tabelach wyników Wyświetl szablon na nowej stronie | Legenda oznaczeń w tabelach wyników Wyświetl szablon na nowej stronie                                                                     |
| Oznaczenie                                                            | Wyjaśnienie |
| --------------------------------------------------------------------- | --- |
| Złoty                                                                 | Zwycięzca lub mistrzostwo |
| Srebrny                                                               | 2. miejsce lub wicemistrzostwo |
| Brązowy                                                               | 3. miejsce lub II wicemistrzostwo |
| Zielony                                                               | Ukończył, punktował (w klasyfikacji generalnej, gdy zdobył co najmniej jeden punkt na przestrzeni sezonu, poza trzema powyższymi opcjami) |
| Niebieski                                                             | Ukończył, nie punktował (w klasyfikacji generalnej, gdy nie zdobył co najmniej jednego punktu na przestrzeni sezonu)                      |
| Czerwony                                                              | Nie zakwalifikował się (NZ) |
| Czerwony                                                              | Nie prekwalifikował się (NPK) |
| Różowy                                                                | Nie ukończył (NU) |
| Różowy                                                                | Niesklasyfikowany (NS) (w klasyfikacji generalnej, gdy nie został sklasyfikowany w żadnym wyścigu sezonu)                                 |
| Czarny                                                                | Zdyskwalifikowany (DK) |
| Czarny                                                                | Wykluczony (WYK/EX) |
| Biały                                                                 | Nie wystartował (NW) |
| Biały                                                                 | Kontuzjowany (K/INJ) |
| Biały                                                                 | Wyścig odwołany (OD/C) |
| Bez koloru                                                            | Został wycofany (WYC/WD) |
| Bez koloru                                                            | Nie przybył (NP/DNA) |
| Bez koloru                                                            | Nie brał udziału w treningach (NT/DNP) |
| Bez koloru                                                            | Nie został zgłoszony (–) |
| Pogrubienie                                                           | Start z pole position |
| Kursywa                                                               | Najszybsze okrążenie wyścigu |
| †                                                                     | Nie ukończył, ale jego rezultat został zaliczony ze względu na przejechanie więcej niż 90% dystansu wyścigu.                              |
| *                                                                     | Sezon w trakcie |
| 1/2/3                                                                 | Punktowana pozycja w sprincie kwalifikacyjnym                                                                                             |
| Lista systemów punktacji Formuły 1                                    | |

| Sezon | Konstruktor | Kierowcy        | Wyniki w poszczególnych eliminacjach | Wyniki w poszczególnych eliminacjach | Wyniki w poszczególnych eliminacjach | Wyniki w poszczególnych eliminacjach | Wyniki w poszczególnych eliminacjach | Wyniki w poszczególnych eliminacjach | Wyniki w poszczególnych eliminacjach | Wyniki w poszczególnych eliminacjach | Wyniki w poszczególnych eliminacjach | Wyniki w poszczególnych eliminacjach | Wyniki w poszczególnych eliminacjach | Wyniki w poszczególnych eliminacjach | Wyniki w poszczególnych eliminacjach | Wyniki w poszczególnych eliminacjach | Wyniki w poszczególnych eliminacjach | Wyniki w poszczególnych eliminacjach | Wyniki w poszczególnych eliminacjach | Wyniki kierowców | Wyniki kierowców |
| 2001  |             |                 | AUS                                  | MYS                                  | BRA                                  | SMR                                  | ESP                                  | AUT                                  | MCO                                  | CAN                                  | EUR                                  | GBR                                  | FRA                                  | DEU                                  | HUN                                  | BEL                                  | ITA                                  | USA                                  | JPN                                  | Punkty           | Pozycja          |
| ----- | ----------- | --------------- | ------------------------------------ | ------------------------------------ | ------------------------------------ | ------------------------------------ | ------------------------------------ | ------------------------------------ | ------------------------------------ | ------------------------------------ | ------------------------------------ | ------------------------------------ | ------------------------------------ | ------------------------------------ | ------------------------------------ | ------------------------------------ | ------------------------------------ | ------------------------------------ | ------------------------------------ | ---------------- | ---------------- |
| 2001  | Minardi     | Tarso Marques   | NU                                   | 14                                   | 9                                    | NU                                   | 16                                   | NU                                   | NU                                   | 9                                    | NU                                   | 15                                   | NZ                                   | NU                                   | NU                                   | NU                                   | -                                    | -                                    | -                                    | 0                | 22               |
| 2001  | Minardi     | Alex Yoong      | -                                    | -                                    | -                                    | -                                    | -                                    | -                                    | -                                    | -                                    | -                                    | -                                    | -                                    | -                                    | -                                    | -                                    | NU                                   | NU                                   | 16                                   | 0                | 26               |
| 2001  | Minardi     | Fernando Alonso | 12                                   | 13                                   | NU                                   | NU                                   | 13                                   | NU                                   | NU                                   | NU                                   | 14                                   | 17                                   | 16                                   | 10                                   | NU                                   | NU                                   | 13                                   | NU                                   | 11                                   | 0                | 23               |